# Аниматроника
Аниматроника (англ. animatronics — словослияние animate «анимировать, оживлять, одушевлять» (лат. anima «душа») и electronics «электроника») — современный вариант автоматона; механизм, имитирующий движения живого существа в фильмах и тематических парках.
В кинематографии эта технология применяется в случаях, когда либо персонажа вообще никто не играет, либо задуманное действие слишком рискованно, чтобы использовать реальных актёров или животных. Аниматроника — междисциплинарная область, которая объединяет моделирование, кукловодство и мехатронику.
Само слово появилось в 1961 году и является зарегистрированной торговой маркой Walt Disney Imagineering для говорящих и двигающихся роботов, используемых в шоу и аттракционах Диснейлэнда. Позже «аниматроника» стала общеупотребительным термином для всех подобных машин.

## Как устроены аниматронные фигуры
Машины чаще всего приводятся в действие пневматикой, электрическими средствами и в отдельных случаях — гидравликой. Управляют механическим существом аниматоры-кукловоды, которые следят за реалистичностью движений робота и синхронизируют его активности со звуком и другими эффектами.

## Примеры использования в кино
Уменьшенные копии реальных объектов применяются для удешевления съёмок. К примеру, Звезда Смерти в фильме «Звёздные войны» была меньше двух метров в диаметре.